# Ben Reitman

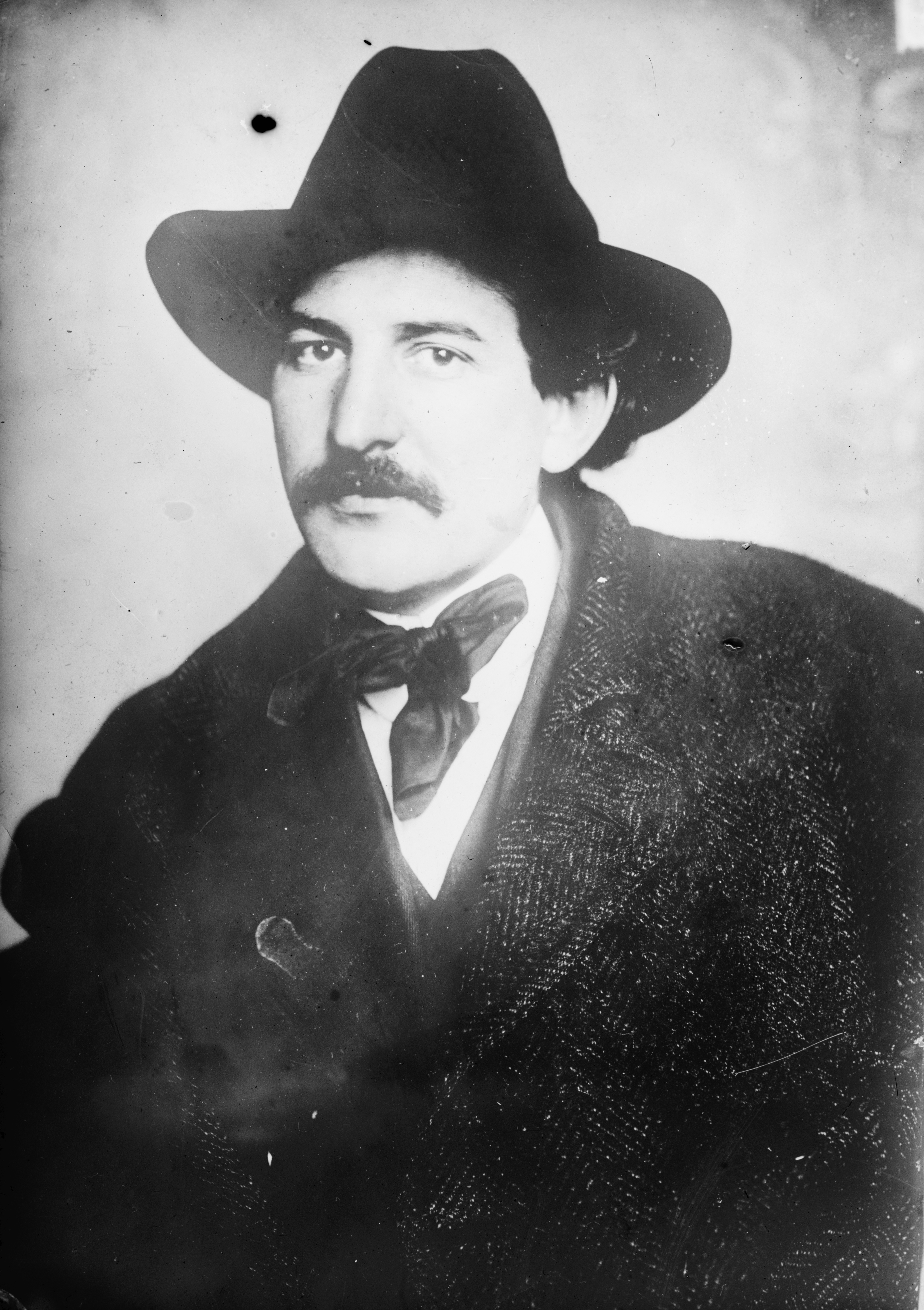
Ben Reitman (fotografiert zwischen 1910 und 1915).

Ben Reitman (voller Name: Ben Lewis Reitman) (* 1. Januar 1879 in Saint Paul, Minnesota; † 16. November 1942 in Chicago) war ein amerikanischer Arzt und Sozialreformer. Er wurde als Hobo-Arzt, Anarchist, Geliebter von Emma Goldman und als Pionier der Prävention von Geschlechtskrankheiten bekannt.

## Leben
Ben Reitman war einer von zwei Söhnen eines russischstämmigen Emigrantenpaares. Der Vater, der mit Kurzwaren hausiert hatte, verließ die Familie früh. Nach einigen Zwischenstationen zog die Mutter, Ida Reitman, mit den Kindern nach Chicago. Zu diesem Zeitpunkt war Ben vier Jahre alt. Seine prägenden Jahre verbrachte er in den Slums der Stadt, wo er bereits als Kind Geld verdiente, zum Beispiel durch Botengänge für Prostituierte und Zuhälter. Als Zehnjähriger verließ er die Schule und reiste einige Zeit als Hobo auf Güterzügen durch das Land. Nach seiner Rückkehr fand er Arbeit als Helfer in einem medizinischen Labor. Von 1900 bis 1904 besuchte er das College of Physicians and Surgeons und beendete das Studium mit der Zulassung als Arzt. Während des Studiums hatte er geheiratet und war Vater einer Tochter geworden. 1905 ließ er sich scheiden.
Als Arzt in Chicago behandelte Reitman vorwiegend Hobos, Prostituierte und andere Randständige, dabei führte er auch illegale Abtreibungen durch. 1907 eröffnete er neben seiner Praxis ein Hobo-College. Das College war eine Versammlungsstätte, in der Hobos freie Mahlzeiten und Tipps für Übernachtungen erhielten und in der sie sich austauschen konnten. Außerdem gab es Vorträge über Geschichte, Philosophie und Literatur. Die Dozenten kamen zum Teil vom Soziologie-Departement der Universität Chicago, sie nutzten die Kontakte auch zu Recherchen für ihre Untersuchungen. Arbeiten von Alfred Ray Lindesmith über Drogenabhängige und Edwin H. Sutherland über professionelle Kriminalität sollen ihren Ursprung im Hobo-College haben.

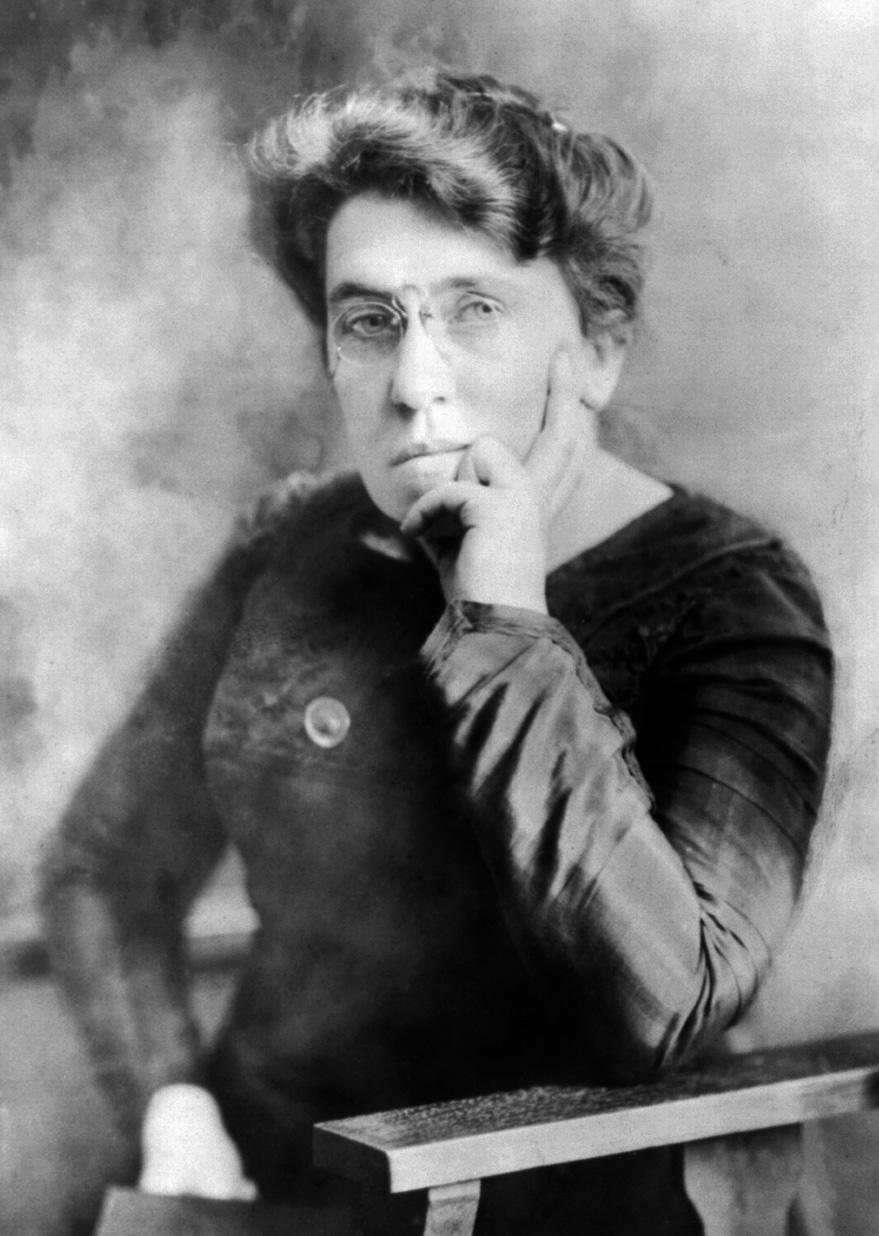
Emma Goldman, 1911

1908 stellte Reitman die Räume des Hobo College für eine Veranstaltung von Emma Goldman zur Verfügung, die wegen der Widerstände offizieller Stellen bereits die Hoffnung aufgegeben hatte, in Chicago reden zu können. Aus dem Kontakt zu ihr wurde eine mehrjährige Liebesbeziehung, die schließlich an Reitmans Untreue zerbrach. Bis 1916 organisierte Reitman Goldmans Vortragsreisen. Während einer Kampagne für die Geburtenkontrolle wurde das Paar 1916 verhaftet. Öffentliche Diskussionen über Sexualität und Empfängnisverhütung waren verboten. Reitman musste eine sechsmonatige Haft verbüßen. Kurz vor Haftbeginn hatte er wieder geheiratet, sein Sohn wurde geboren, als er im Gefängnis war.
Nach der Haftentlassung kehrte er nach Chicago zurück und praktizierte wieder als Arzt. Außerdem arbeitete er für das Gesundheitsamt der Stadt. 1924 gründete er eine Klinik zur Behandlung von Geschlechtskrankheiten  im Cook-County-Gefängnis, der größten Haftanstalt der USA. Während der 1930er-Jahre wurde er Direktor der Chicago Society for the Prevention of Venereal Disease (Chicagoer Gesellschaft für Prävention von Geschlechtskrankheiten).
Nach dem Tod seiner zweiten Frau heiratete Reitman 1931 zum dritten Mal. Mit einer weiteren Partnerin, Medina Oliver, hatte er vier Töchter. Eine von ihnen, Mecca Reitman Carpenter, veröffentlichte 1999 die Biographie "No Regrets: Dr Ben Reitman and the women who loved him" über ihren Vater. 

## Schriften (Auswahl)
- Sister of the road. The autobiography of Boxcar Bertha, Neuauflage des Originals von 1937, Nabat, New Edinburg, Arkansas, 2002, ISBN 978-1-902593-03-6.
- The second oldest profession, Neudruck der Ausgabe von 1931, Garland Publications, New York 1987, ISBN 0-8240-7671-0.